# Liste der Naturdenkmale in Undenheim
Die Liste der Naturdenkmale in Undenheim nennt die im Gemeindegebiet von Undenheim ausgewiesenen Naturdenkmale (Stand 1. Mai 2024).

## Naturdenkmale
| Nr.         | Bezeichnung                | Lage               | Beschreibung                 | Bild            |
| ----------- | -------------------------- | ------------------ | ---------------------------- | --------------- |
| ND-7339-039 | 14 Sommerlinden am Bahnhof | Bahnhofstraße Lage | Tilia platyphillos, 14 Bäume | Fotos hochladen |